# Röddertjärnen
Röddertjärnen är en sjö i Torsby kommun i Värmland och ingår i Göta älvs huvudavrinningsområde. Sjön är 3,1 meter djup, har en yta på 0,021 kvadratkilometer och befinner sig 245 meter över havet.